# Gamescom
Die Gamescom (Eigenschreibweise: gamescom) ist die weltweit größte Messe für Computer- und Videospiele sowie Unterhaltungselektronik, welche jährlich in Köln stattfindet. Hersteller aus aller Welt präsentieren auf der Messe ihre neue Soft- und Hardware.
Jeweils wenige Tage im Vorfeld der Gamescom findet die sogenannte Devcom als Konferenz speziell für die Entwickler-Branche statt. Am Vorabend der Eröffnung wird zudem jährlich die „gamescom – Opening Night Live“ – Show (ONL) veranstaltet. Diese präsentiert die neusten Trailer und Ankündigungen der internationalen Games-Branche und wird von Geoff Keighley moderiert.
Neben den verschiedenen öffentlichen Messebereichen existiert darüber hinaus ein geschlossener Bereich für Fachbesucher, wie beispielsweise Händler, Journalisten und Entwickler.
Seit dem Jahr 2009 findet die Gamescom auf dem Gelände der Koelnmesse statt. Zuvor existierte sie bereits von 2002 bis 2008 unter dem Namen Games Convention in Leipzig. Träger der Messe ist seit 2018 der Verband der deutschen Games-Branche – game.

## Messebereiche

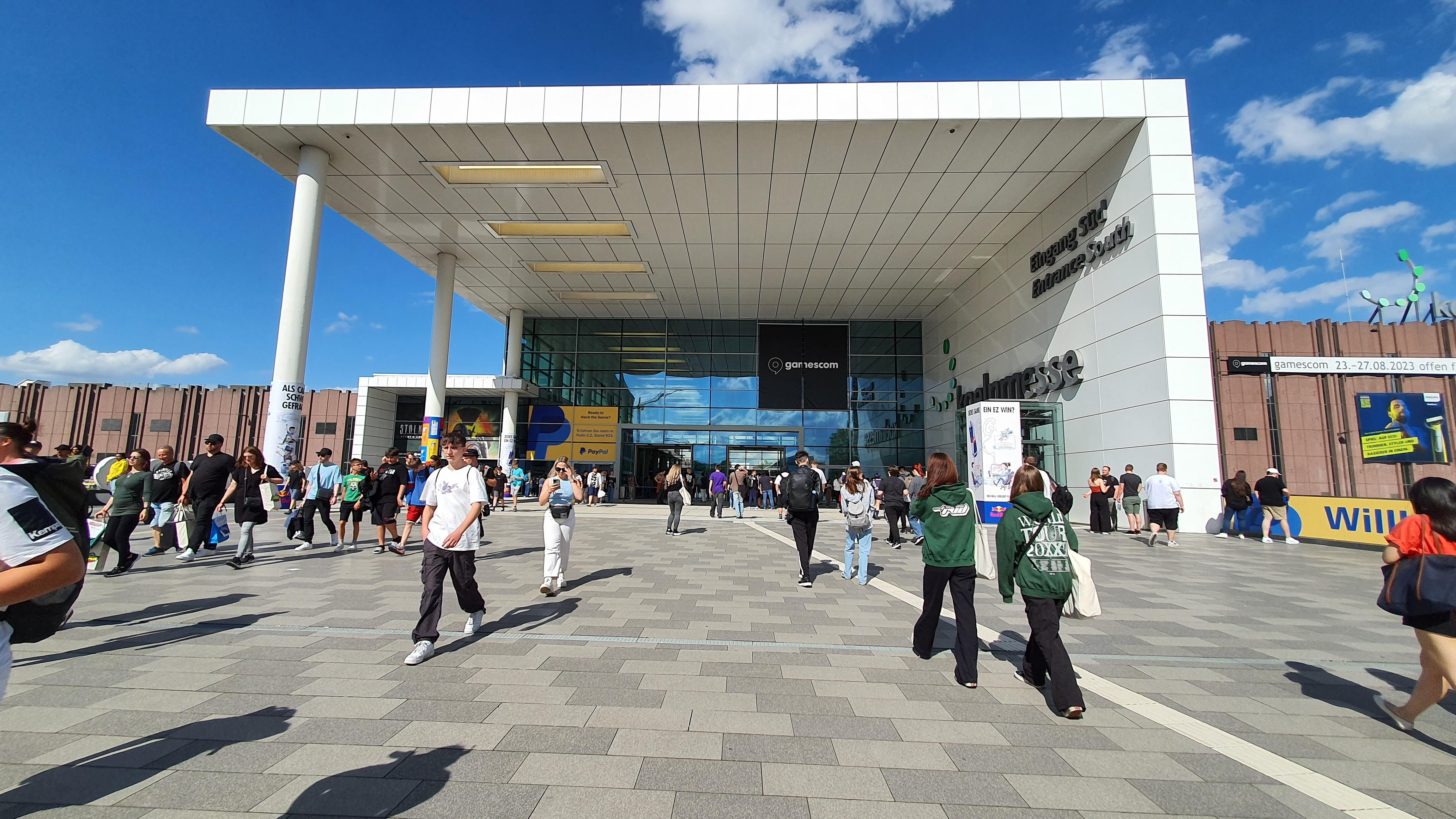
Der Eingang Süd des Kölner Messegeländes zur Zeit der Gamescom 2023.

Folgende Messebereiche befinden sich auf dem Gelände:
| • Entertainment area  |
| • Event arena         |
| • Merchandise area    |
| • Signing area        |
| • Indie area          |
| • Cosplay village     |
| • Retro & family area |
| • Artist area         |
| • Cards & boards area |
| • Campus area         |
| • Business area       |

## Messestatistik
| Jahr | Zeitraum         | Besucher | Besucher (zusätzlich) Gamescom city-festival | davon Fachbesucher | Journalisten | Aussteller | Ausstellungs- fläche in m² | Partnerland                                                                                | Quellen                     |
| ---- | ---------------- | -------- | -------------------------------------------- | ------------------ | ------------ | ---------- | -------------------------- | ------------------------------------------------------------------------------------------ | --------------------------- |
| 2009 | 19. – 23. August | 245.139  | k. A.                                        | 17.326             | 4.100        | 458        | 120.000                    | k. A.                                                                                      | [ 8 ] [ 9 ]                 |
| 2010 | 18. – 22. August | 254.000  | k. A.                                        | 18.900             | 4.400        | 505        | 120.000                    | Kanada                                                                                     | [ 10 ]                      |
| 2011 | 17. – 21. August | 275.000  | 100.000                                      | 21.400             | 5.500        | 557        | 120.000                    | Großbritannien                                                                             | [ 11 ]                      |
| 2012 | 15. – 19. August | 275.000  | 100.000                                      | 24.500             | 5.300        | 600        | 140.000                    | Südkorea                                                                                   | [ 12 ]                      |
| 2013 | 21. – 25. August | 340.000  | 120.000                                      | 29.600             | 6.000        | 635        | 140.000                    | Frankreich                                                                                 | [ 13 ] [ 14 ]               |
| 2014 | 13. – 17. August | 335.000  | 130.000                                      | 31.500             | 6.000        | 700        | 140.000                    | Dänemark, Finnland, Island, Norwegen und Schweden                                          | [ 15 ]                      |
| 2015 | 5. – 9. August   | 345.000  | 150.000                                      | 33.200             | 6.000        | 806        | 193.000                    | Großbritannien                                                                             | [ 16 ] [ 17 ]               |
| 2016 | 17. – 21. August | 345.000  | 150.000                                      | 30.500             |              | 877        | 193.000                    | Türkei                                                                                     | [ 18 ] [ 19 ]               |
| 2017 | 22. – 26. August | 350.000  |                                              | 30.700             |              | 919        | 201.000                    | Kanada                                                                                     | [ 20 ] [ 21 ]               |
| 2018 | 21. – 25. August | 370.000  |                                              | 31.200             | 5.100        | 1.037      | 201.000                    | Spanien                                                                                    | [ 22 ] [ 23 ] [ 24 ]        |
| 2019 | 20. – 24. August | 373.000  | k. A.                                        | 31.300             | 5.132        | 1.153      | 218.000                    | Niederlande                                                                                | [ 25 ] [ 26 ] [ 27 ] [ 28 ] |
| 2020 | 27. – 30. August | –        | –                                            | –                  | –            | –          | –                          | –                                                                                          | [ 29 ] [ 30 ]               |
| 2021 | 25. – 27. August | –        | –                                            | –                  | –            | –          | –                          | –                                                                                          | [ 31 ]                      |
| 2022 | 24. – 28. August | 265.000  | 100.000                                      | 25.000             | 3.273        | 1.135      | 220.000                    | Australien                                                                                 | [ 32 ] [ 33 ] [ 34 ] [ 35 ] |
| 2023 | 23. – 27. August | 320.000  | 80.000                                       | 31.000             |              | 1.227      | 230.000                    | Brasilien                                                                                  | [ 36 ] [ 37 ] [ 38 ]        |
| 2024 | 21. – 25. August | 335.000  | 80.000                                       | 32.000             |              | 1.462      | 230.000                    | Partnerregion „Nordische Länder“ (Dänemark, Schweden, Finnland, Norwegen, Island, Estland) | [ 1 ] [ 39 ]                |

## Chronik

### 2009
Die Gamescom 2009 fand vom 19. bis 23. August 2009 statt, wobei der erste Tag dem Fachpublikum und Medien vorbehalten war. Außerdem wurde im Zuge der Gamescom vom 17. bis 19. August die Entwicklerkonferenz GDC Europe veranstaltet. Mehr als 450 Aussteller aus 31 Ländern zeigten auf insgesamt 120.000 m² Ausstellungsfläche ihre Produkte, darunter mehr als 100 Neuvorstellungen, Welt- und Europapremieren.
Es kamen 228.000 Besucher und 17.000 Fachbesucher in die Messehallen. Der einstige Rekord der Games Convention 2008 in Leipzig (203.000 Besucher und 14.600 Fachbesucher) wurde damit übertroffen, der Rekord von 547 Ausstellern wurde jedoch nicht erreicht, wobei die Leipziger Messe Aussteller doppelt registrierte, wenn diese sowohl im Business- als auch im Entertainmentbereich ausgestellt hatten. Nach Leipziger Zählweise kommt die Gamescom auf 503 Aussteller. Auch die Zahl der Premieren lag weit unter der von 2008.
Die Veranstaltung wurde durch ein Konzert der Toten Hosen eröffnet. Im Verlauf der Messe wurden zahlreiche weitere prominente Besucher erwartet, u. a. Joseph D. Kucan, Wladimir Klitschko, Ralf Möller, Tony Hawk, Smudo, Tim Schafer, Stefanie Heinzmann und Germany’s Next Topmodels. Die populärsten vorgestellten Videospielfortsetzungen waren BioShock 2 (2K), Mafia II (2K), Call of Duty: Modern Warfare 2 (Activision Blizzard), Command & Conquer 4: Tiberian Twilight (EA), Diablo III (Activision Blizzard), God of War III (SCEI), StarCraft II (Activision Blizzard), Battlefield: Bad Company 2 (EA), Guild Wars 2 (ArenaNet/NCsoft). Gezeigte Neuentwicklungen waren Borderlands (2K), Heavy Rain (SCEI), The Saboteur (EA) und andere.
Ein kleiner Teil der Ausstellung war der Geschichte und Entwicklung von Computern und Computerspielen gewidmet. In dieser Sektion waren sowohl alte Computer (wie etwa der Commodore 16 oder der Amiga 1200) sowie Retrospiele und Spielkonsolen ausgestellt. Einige der ausgestellten Spielekonsolen (z. B. der Atari 2600 oder der Super Nintendo) konnten von den Besuchern mit verschiedenen Spielen getestet werden. Initiator der Retro-Ausstellung war der Journalist René Meyer, dessen Sammlung ins Guinness-Buch der Rekorde aufgenommen wurde.

### 2010

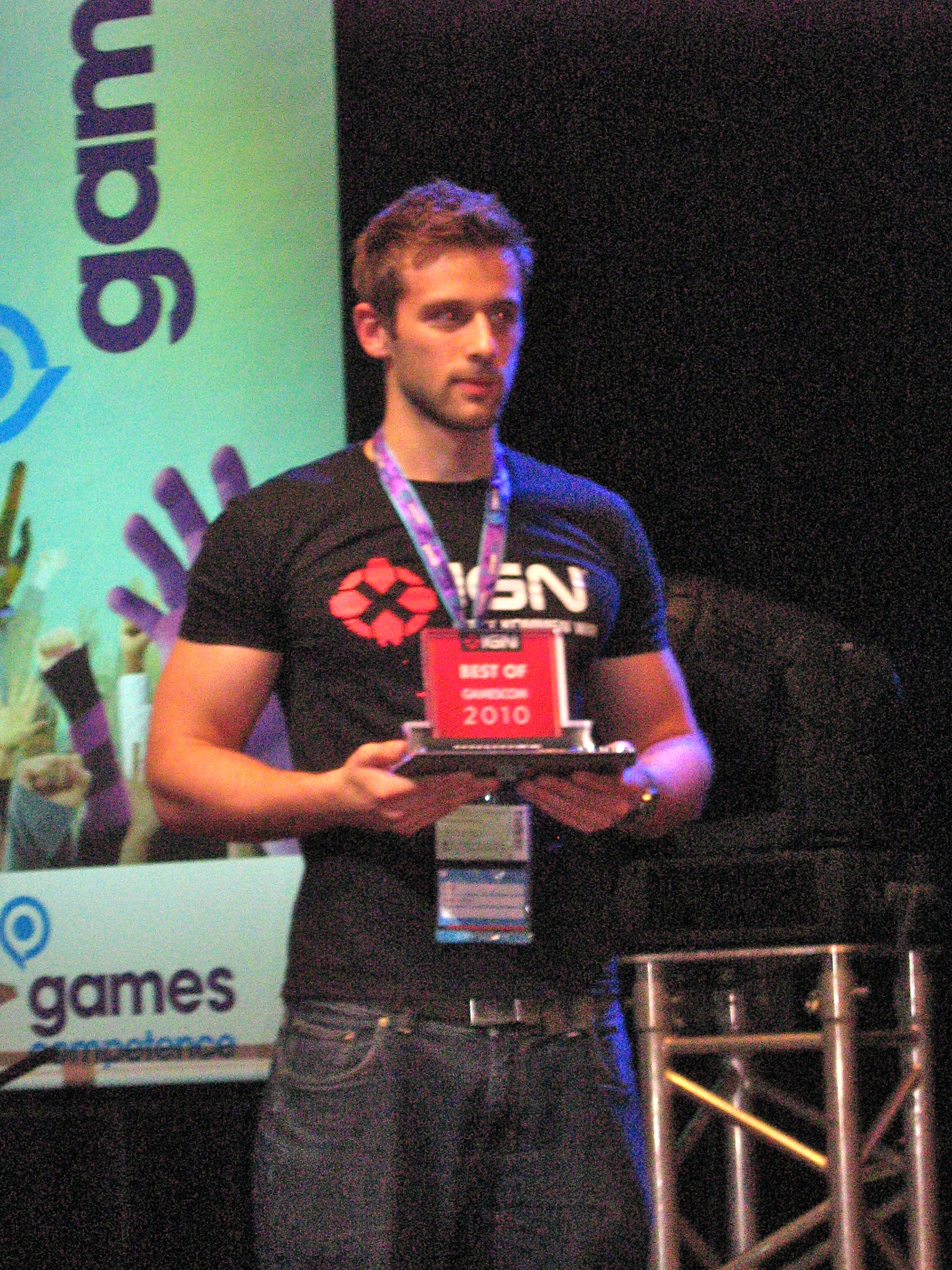
Verleihung des „Best of Gamescom“-Awards, 2010

Die Gamescom 2010 fand vom 18. bis 22. August 2010 in Köln mit 505 Ausstellern aus 33 Ländern statt. Insgesamt wurden 200 Spiele vorgestellt. Wie 2009 war der erste Tag dem Fachpublikum und den Medien vorbehalten. Im Verlauf der Messe waren prominente Besucher anwesend, u. a. die Sportler Andreas Köpke und Adrian Sutil, das Model Gina-Lisa Lohfink, das Playmate Bernadette Kaspar und die Schauspieler James und Oliver Phelps. Mit 254.000 Besuchern (darunter 18.900 Fachbesuchern) wurde ein neuer Rekord aufgestellt.
Unter anderem wurden Call of Duty: Black Ops (Treyarch und Activision), Medal of Honor (Electronic Arts) und Crysis 2 (Electronic Arts) vorgestellt. ArenaNet/NCSoft zeigte eine spielbare Testversion von Guild Wars 2.
Das Hauptaugenmerk in diesem Jahr lag auf den neuen Bewegungssensoren PlayStation Move (Sony) und Microsofts Kinect. Der Gamescom-Award für das beste Hardware-Accessoire ging dabei an Sony. Mit dem Spiel Gran Turismo 5 konnte Sony auch die Kategorien „Bestes Konsolenspiel“ und „Best of Gamescom“ für sich entscheiden.
Kirby’s Epic Yarn von Nintendo wurde als bestes familiengeeignetes Spiel ausgezeichnet. Als bestes Handheld-Spiel wurde Super Scribblenauts gewählt, bestes PC-Spiel wurde Crysis 2.
Ergänzt wurde die Veranstaltung durch das Gamescom Festival. Das Eröffnungskonzert bestritten die Bands Stanfour und Revolverheld, die am 18. August 2010 im Theater am Tanzbrunnen auftraten. Beim Cityfestival in der Kölner Innenstadt am Wochenende spielten unter anderem Aura Dione, 2raumwohnung und Shout Out Louds.
Auch alte Konsolen und Heimcomputer wie das Sega Master System, die Dreamcast, der Commodore 64 und das NES waren auf der Gamescom wiederzufinden.

### 2011

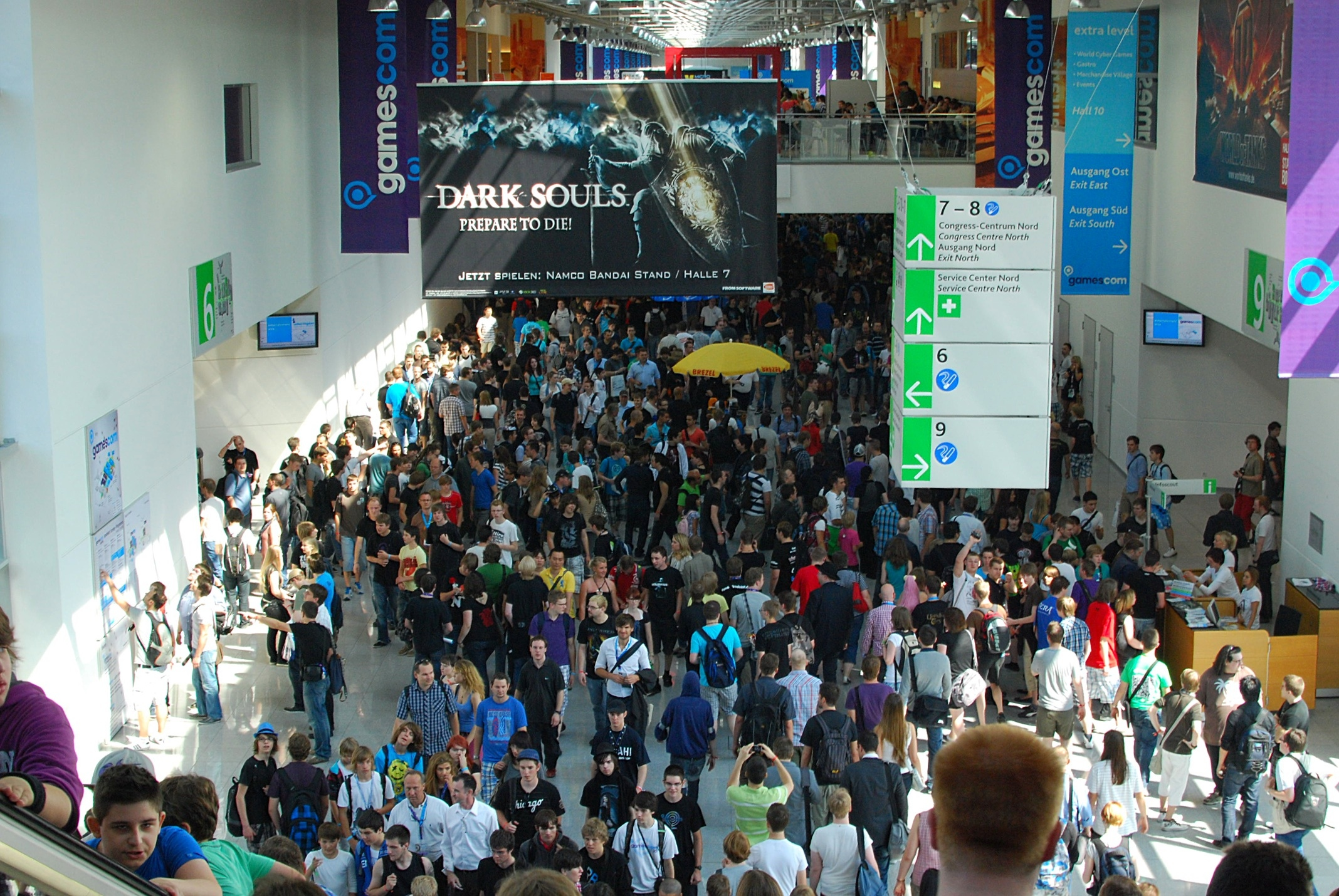
Besucher auf den Messegängen, 2011

Die Gamescom 2011 fand vom 17. bis 21. August 2011 in Köln statt. Erneut war der erste Tag auf Fachbesucher und Medien beschränkt. Mit 275.000 Besuchern, davon 21.400 Fachbesuchern und 557 Unternehmen aus 39 Ländern, übertraf die Gamescom 2011 die vorherigen Messen. Zudem erhöhte sich die Zahl der vorgestellten Spiele auf 300.
In der Kölner Innenstadt traten beim Gamescom Festival unter anderem Blumentopf, Andreas Bourani, Jupiter Jones, Tim Bendzko, Philipp Poisel, Madsen und Guano Apes auf. Bei den Konzerten waren insgesamt über 100.000 Zuschauer anwesend.
Der Gamescom Award „Best of Gamescom“ wurde an das Actionspiel Battlefield 3 von Electronic Arts verliehen. Electronic Arts hat ebenfalls die Awards „Best Online Game“ (verliehen an Star Wars: The Old Republic), „Best Console Game“ (verliehen an FIFA 12), „Best Browser Game“ (verliehen an The Sims Social) erhalten. Die Retro-Ausstellung der Vorjahre wurde ebenso wiederholt.
Am Samstag, dem 20. August 2011, musste die Gamescom mehrfach den Einlass unterbrechen, da die zulässige Besucherzahl von 62.000 Besuchern erreicht wurde. Zudem wurden die Tageskassen geschlossen. Erst am frühen Nachmittag entspannte sich der Andrang und die Hallen konnten für Besucher mit einem Vorbestellerticket wieder geöffnet werden.

### 2012
Die Gamescom 2012 fand vom 15. bis 19. August 2012 erneut in Köln statt. Mit knapp 275.000 Gästen wurde der Besucherrekord des Vorjahres erneut erreicht, der Anteil von Fachbesuchern wurde nach eigenen Angaben um 14 Prozent auf 24.500 gesteigert.
Den Gamescom Award „Best of Gamescom“ erhielt das Stealth-Actionspiel Dishonored: Die Maske des Zorns von Bethesda, welches auch als bestes Konsolenspiel für die PS3 und für die Xbox 360 prämiert wurde. Als bestes Spiel für die Wii wurde Rayman Legends von Ubisoft ausgezeichnet. Den Preis für das beste PC-Spiel erhielt SimCity von Electronic Arts. Der „Best Online Multiplayer Game“ Preis wurde an Call of Duty: Black Ops II verliehen, während LittleBigPlanet für die PlayStation Vita als bestes Mobiles Spiel ausgezeichnet wurde.

### 2013
Die Gamescom 2013 fand vom 21. bis zum 25. August 2013 statt. Mit etwa 340.000 Besuchern wurde der Besucherrekord des Vorjahres deutlich übertroffen.
Am 11. August waren Tageskarten für den Samstag ausverkauft. Auch der Vorverkauf von Dauerkarten wurde vorzeitig eingestellt und durch ein 3-Tage-Ticket ersetzt, das an Tagen außer Samstag als Dauerkarte fungieren sollte. In den Tagen vor Eröffnung war der Online-Ticket-Shop der Koelnmesse wegen Überlastung zeitweilig nicht erreichbar. Karten für den Freitag wurden im Laufe des 21. Augusts ausverkauft und daher auch der Verkauf der 3-Tage-Tickets eingestellt. Die Highlights der Gamescom 2013 waren neben vielen neuen Spielen vor allem die erste Darstellung der Konsolen Xbox One von Microsoft sowie die PlayStation 4 von Sony auf europäischem Boden.
Den Gamescom Award „Best of Gamescom“ erhielt das Bungie-Studios-Actionspiel Destiny, welches auch in den Kategorien „Best Console Game Sony Playstation“, „Best Action Game“ und „Best Online Multiplayer Game“ prämiert wurde. Als bestes Spiel für die Nintendo Wii U wurde Mario Kart 8 von Nintendo ausgezeichnet, welches auch in der Kategorie für das beste Familienspiel ausgezeichnet wurde. Den Preis für das beste Spiel für die Xbox One erhielt Titanfall von Electronic Arts, welches auch den Preis „Best Next Generation Console Game“ bekam. Den Preis für das beste PC-Spiel erhielt Battlefield 4 ebenfalls von Electronic Arts. The Legend of Zelda: A Link Between Worlds wurde als bestes Mobiles Spiel ausgezeichnet. The Elder Scrolls Online von ZeniMax Online Studios erhielt den Preis „Best Social/Casual/Online Game“. Außerdem wurde die PlayStation 4 mit dem Preis „Best Hardware incl. Peripheral“ ausgezeichnet.

### 2014

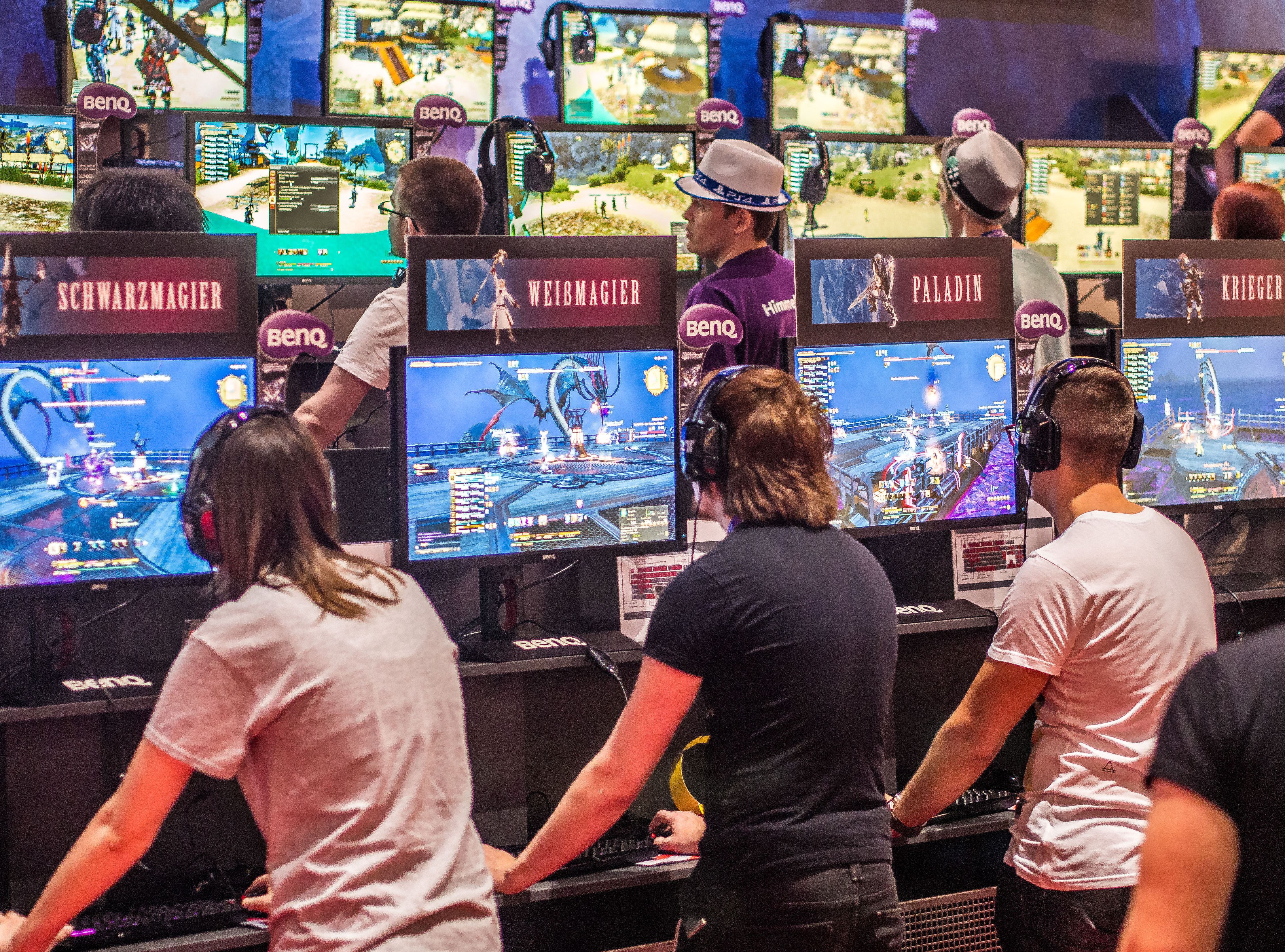
Messebesucher beim Testspielen, 2014

Die Gamescom 2014 fand vom 13. bis zum 17. August 2014 statt. Bereits zwei Wochen vor Beginn der Messe waren die Tickets im Online-Vorverkauf der Besuchertage Donnerstag, Freitag und Samstag ausverkauft.
Auf der Gamescom wurden auch verschiedene E-Sport-Turniere ausgetragen. Zu den Höhepunkten zählten:
- ESL One Cologne 2014 in Counter-Strike: Global Offensive, bei dem 16 Teams um 250.000 US-Dollar Preisgeld spielen.
- Playoffs der europäischen League Championship Series (LCS) in League of Legends, bei dem vier Teams um 100.000 US-Dollar Preisgeld und die Qualifikation für die Season 4 World Championship spielen.
- Playoffs der ESL Pro Series, der deutschen Meisterschaft in den Disziplinen StarCraft II und FIFA 14.

### 2015
Die Gamescom 2015 fand vom 5. bis zum 9. August 2015 statt. Bereits einige Wochen vor Beginn waren alle Tagestickets ausverkauft. Im Vergleich zum Vorjahr wurde die Ausstellungsfläche deutlich vergrößert.
Den Award „Best of Gamescom“ erhielt Star Wars: Battlefront von Electronic Arts.

### 2016
Die Gamescom 2016 fand von Mittwoch, 17. August 2016, bis Sonntag, 21. August 2016, statt. Das Trendthema war dabei Virtual Reality. Auf Hardware-Seite waren die VR-Brillen Oculus Rift, HTC Vive, sowie PlayStation VR für die Besucher austestbar.
Die Tageskarten waren wie im Vorjahr bereits vor Beginn der Messe ausverkauft. Im Vergleich zu 2015 nahm die Zahl der Aussteller um 9 Prozent auf 877 zu. Die Zahl der Fachbesucher betrug rund 30.500.
Aufgrund der vermehrten Terroranschläge in den vorangegangenen Monaten wurde das Sicherheitskonzept überarbeitet: Die Betreiber der Koelnmesse baten die Besucher, keine Rucksäcke und Taschen mitzunehmen, um die eingeführten Taschenkontrollen möglichst schnell durchführen zu können. Zudem wurde Cosplayern das Mitführen von Waffennachbildungen verboten.
Den Award „Best of Gamescom“ erhielt The Legend of Zelda: Breath of the Wild von Nintendo.

### 2017

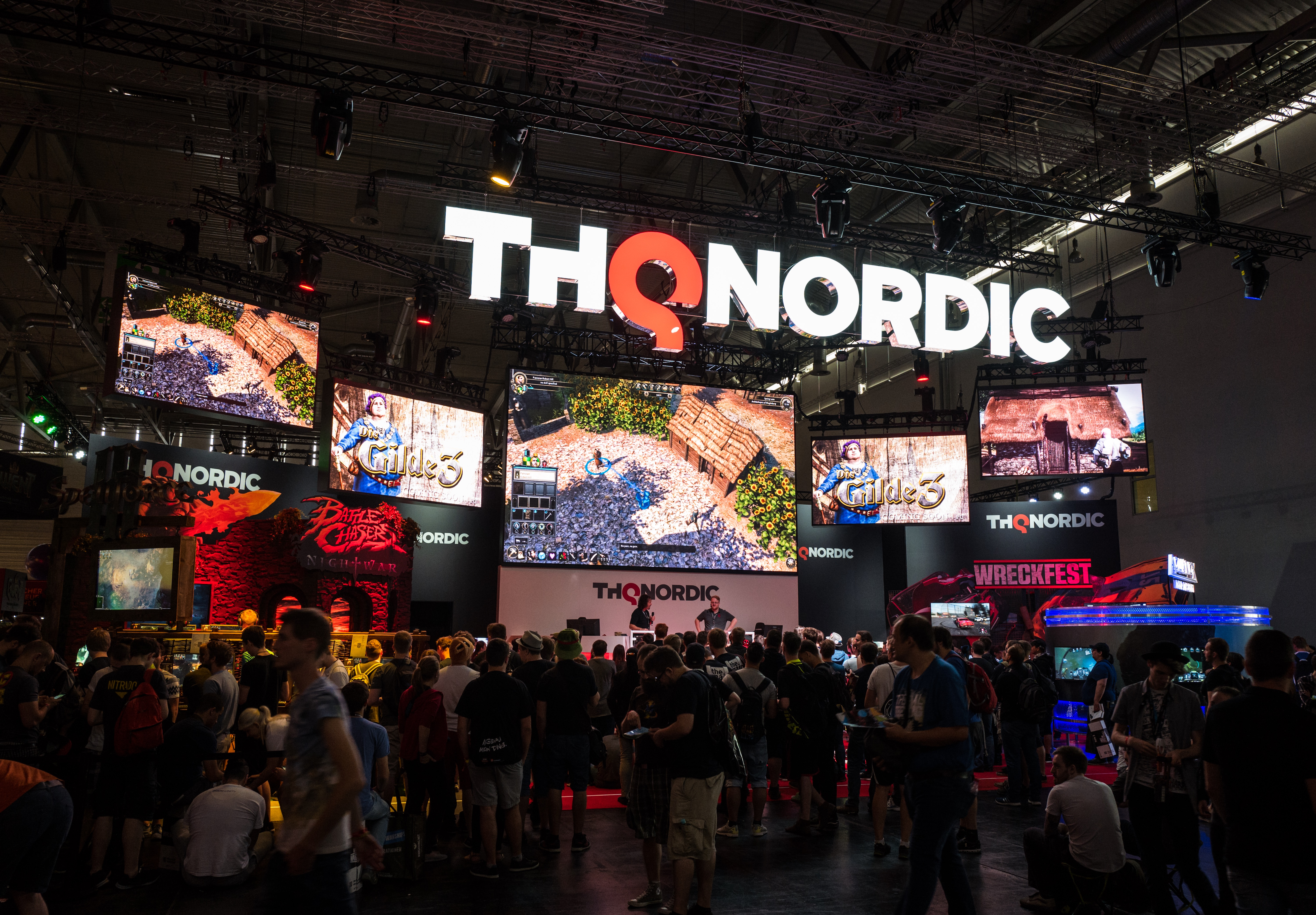
Der Messestand von THQ, 2017

Im Jahr 2017 fand die Messe erstmals von Dienstag, den 22. August, bis Samstag, den 26. August 2017, statt. Auch in Zukunft wird die Gamescom in der letzten vollen Augustwoche stattfinden. Erstmals wurde die gamescom 2017 von Bundeskanzlerin Angela Merkel (CDU) eröffnet.
Den Award „Best of Gamescom“ erhielt Super Mario Odyssey von Nintendo.

### 2018
Die Messe fand 2018 vom 21. August bis 25. August statt. Der 21. August war dabei Fachbesuchern vorbehalten. Die Gamescom wurde von Digital-Staatsministerin Dorothee Bär und Nordrhein-Westfalens Ministerpräsident Armin Laschet eröffnet.
Den Award „Best of Gamescom“ erhielt Sekiro: Shadows Die Twice von From Software.

### 2019

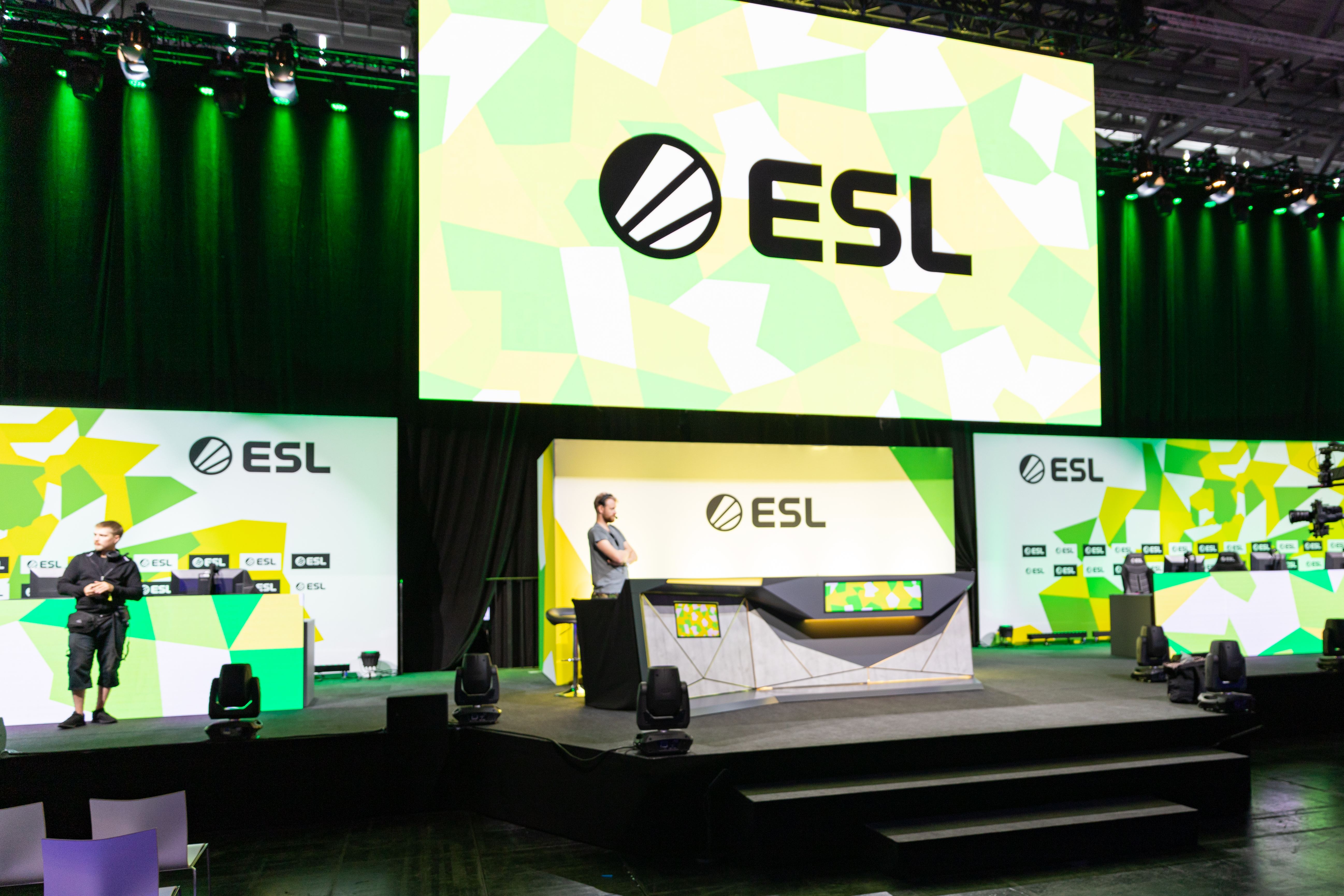
Die Bühne der ESL, 2019

Die Gamescom fand im Jahr 2019 vom 20. bis 24. August statt. Der 20. August war dabei Fachbesuchern vorbehalten. Die Gamescom wurde von Bundesverkehrsminister Andreas Scheuer eröffnet. Um lange Wartezeiten für das Antesten von Spielen zu vermeiden, wurden dieses Jahr erstmals an einigen Ständen digitale Warteschlangen eingesetzt. Im Fokus stand in diesem Jahr das Cloud Gaming.
Zum ersten Mal fand 2019 die internationale Eröffnungsshow „gamescom: Opening Night Live“ am 19. August 2019 um 20 Uhr statt, die live auf Twitch gestreamt wurde. Sie wurde von Geoff Keighley, dem Moderator der Game Awards, moderiert. Während des zweistündigen Events wurden Trailer und Gameplay-Videos zu verschiedenen Videospielen präsentiert, darunter auch einige Neuankündigungen.
Den Award „Best of Gamescom“ erhielt Dreams von Sony Interactive Entertainment.

### 2020
Die Gamescom hätte im Jahr 2020 vom 25. bis 29. August stattfinden sollen. Der 25. August wäre dabei Fachbesuchern vorbehalten gewesen. Aufgrund der COVID-19-Pandemie in Deutschland verbot man Großveranstaltungen bis zum 31. August 2020. Dieses Verbot führte zu einer zeitigen Absage der Messe, wobei die Veranstalter auf einen digitalen Ersatz setzten und sich gleichzeitig gegen einen späteren Ersatztermin, also eine Verschiebung, aussprachen.
Im Mai 2020 stellte sich die Entscheidung der Koelnmesse als fraglich dar, was sich durch die Bekanntgabe eines rechtlichen Sonderstatus für Messen, welche fortan nicht mehr als verbotene Großveranstaltung zu betrachten waren (s. o.) erklärt. So erwog man daraufhin sogar, die Entscheidung einer Absage zu revidieren, und stattdessen auf hohe Hygienestandards zu setzen.
Die Gamescom in ausschließlich digitaler Form wurde kritisiert, da Publisher wenig neue Inhalte präsentierten, teils sogar gänzlich auf eine Teilnahme an der Messe verzichteten, und die Livestreams ein ungenügender Ersatz der physischen Messe waren. Die Eröffnungsshow „gamescom: Opening Night Live“ fand dieses Jahr erneut als Livestream statt, moderiert von Geoff Keighley.
Den Award „Best of Gamescom“ erhielt Cyberpunk 2077 von CD Projekt Red. Den Award „Best Streamer“ erhielt der deutsche Streamer und Let’s Player Gronkh.

### 2021
Die Gamescom fand 2021 vom Mittwoch, den 25. August, bis Freitag, den 27. August 2021, digital statt. Ursprünglich war die Messe vom Mittwoch, den 25. August, bis Sonntag, den 29. August 2021, vor Ort und online geplant. Die Eröffnungsshow „gamescom: Opening Night Live“ wurde erneut von Geoff Keighley moderiert.

### 2022
Die Gamescom fand 2022 vom Mittwoch, den 24. August, bis Sonntag, den 28. August 2022, vor Ort in Köln und online statt. Der Ticketverkauf fand ausschließlich online statt. In diesem Jahr verzichteten die Publisher Nintendo, Activision Blizzard, Sony, Take Two und Wargaming gänzlich auf eine Teilnahme an der Messe. Dennoch wurden insgesamt rund 1100 Aussteller aus 53 Ländern angekündigt. 265.000 Besucher fanden den Weg nach Köln.

### 2023
Die Gamescom 2023 fand vom 23. bis 27. August in Köln statt. Der Veranstalter zählte 320.000 Besucher.

### 2024
Die Gamescom 2024 fand vom 21. bis 25. August in Köln statt. Der Veranstalter zählte 335.000 Besucher.

### 2025
Die Gamescom 2025 soll vom 20. bis 24. August in Köln stattfinden.

## Retro Area

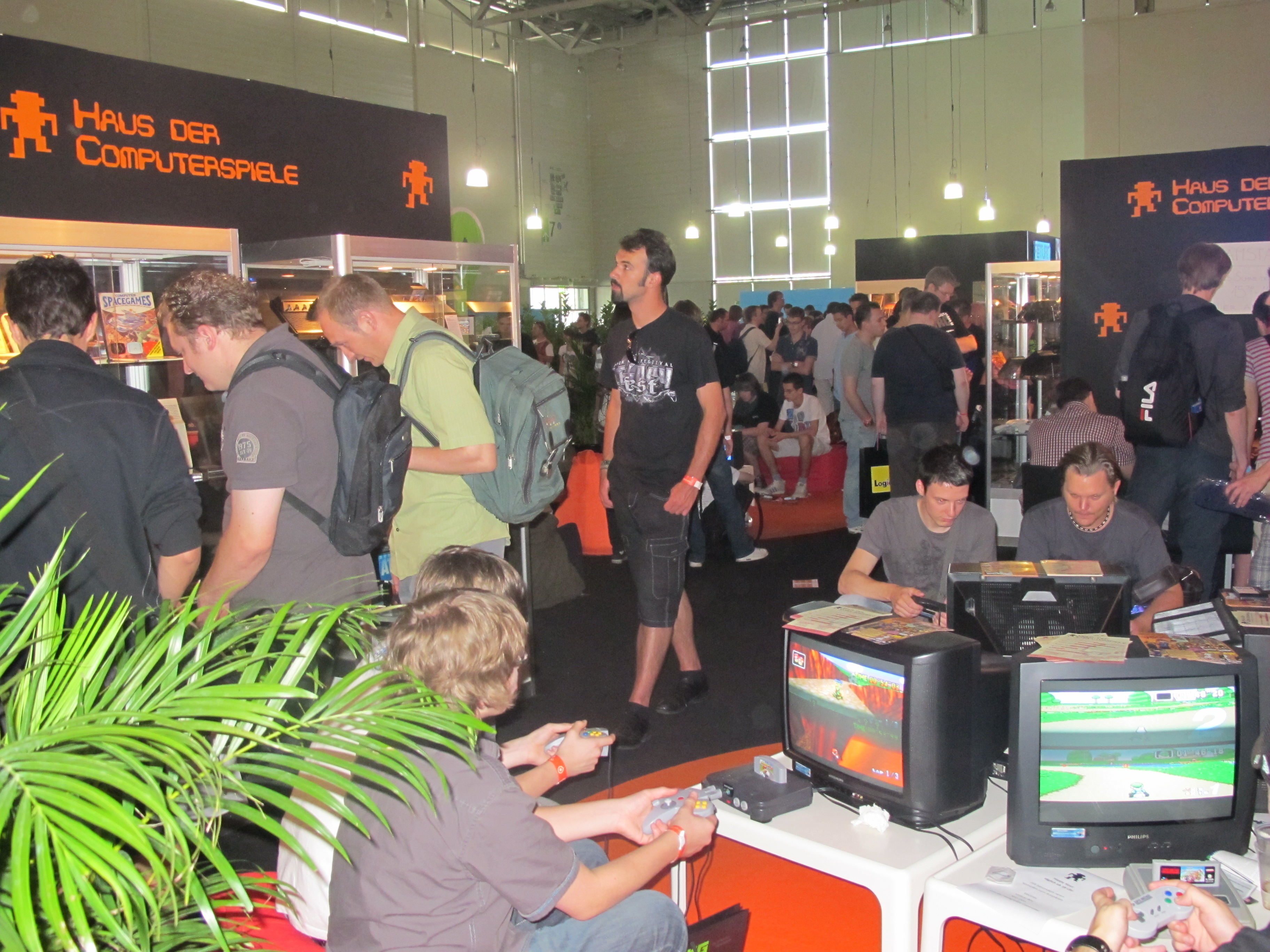
Retro-Ausstellung auf der Gamescom 2010

Fester Bestandteil der Gamescom ist die Retro Area, die 2009 als Sonderschau Retro Gaming startete. Auf dem Gemeinschaftsstand zeigen mehrere Dutzend Sammler, Vereine, Bastler, Entwickler und Künstler die Geschichte und Kultur des digitalen Spielens. Zu den Ausstellern gehören auch Pioniere der Spielebranche wie Factor 5, Sensible Software, Hewson Consultants, Chris Hülsbeck oder Petro Tyschtschenko.
An über 200 Bildschirmen können historische Spielsysteme wie Atari 2600, Commodore 64 oder SNES ausprobiert werden, teilweise mit neu entwickelten Spielen. Es gibt Vitrinen-Schauen, Arcade-Automaten und Bilder-Galerien. Auf einer kleinen Bühne werden Interviews, Vorträge, Quizrunden und Livemusik von Chiptunes-Künstlern geboten.
Der Retro-Bereich hat seinen Ursprung auf der Vorgängermesse Games Convention in Leipzig. Im Laufe der Jahre wuchs er zu einem der größten Stände auf der Gamescom. Koordiniert wird er durch das Wandermuseum Haus der Computerspiele.

## Videodays
Die Videodays waren ein jährliches Treffen der deutschen YouTube-Szene und fanden seit 2010 gleichzeitig mit der Gamescom statt. Die Veranstaltung galt als die größte dieser Kategorie in ganz Europa und hatte 2014 über 10.000 Besucher. Im Jahr 2013 fand die Veranstaltung letztmals eintägig mit 9.500 Besuchern in der Lanxess Arena statt. Die Videodays boten darüber hinaus Interessierten die Möglichkeit, direkt von den YouTubern Informationen über die Produktion und Vermarktung von Online-Videos zu bekommen. 2014 wurde die Veranstaltung erstmals auf zwei Tage gestreckt. 2018 wurde die Veranstaltung aufgrund unzureichender Ticketverkäufe und eines Sponsorenrücklaufs abgesagt. Weitere Videodays sind bisher nicht geplant.

## RTL-Kontroverse
Der Fernsehsender RTL strahlte zum Ende der Messe 2011 einen Bericht aus, in dem die Messebesucher klischeehaft und vornehmlich negativ dargestellt wurden. So wurde auf angeblich mangelnde Körperhygiene, Soziophobie und einer der Gesellschaftsnorm nicht entsprechenden Persönlichkeit im Zusammenhang mit übermäßigem Video- und Computerspielkonsum hingewiesen. Außerdem wurden die Messebesucher unter anderem als „Freaks“ bezeichnet. Der Beitrag wurde von Nazan Eckes mit den Worten: „Sollten irgendwann doch Außerirdische bei uns auf der Erde landen, könnten sie auf folgender Veranstaltung wirklich enge Freundschaften schließen.“ eröffnet. Der Sender entschuldigte sich wenige Tage später für den Beitrag.
Der RTL-Beitrag löste die größte Beschwerdewelle seit Bestehen der Landesmedienanstalt Saarland aus. Es gingen mehr als 11.500 Beschwerden auf www.programmbeschwerde.de ein. Über 100.000 Zugriffe sorgten dafür, dass das Portal zeitweise unter dem Ansturm zusammengebrochen war. Bei der Prüfung des RTL-Beitrags durch die Landesmedienanstalt Saarland konnte kein Verstoß gegen das Medienrecht festgestellt werden.